# Hong Kong Wine and Dine Festival
Le Hong Kong Wine and Dine Festival est une fête des vins et de la gastronomie qui, depuis 2009, se déroule chaque année, au début novembre à Hong Kong. Ce festival, installé sur la West Kowloon Waterfront Promenade dure quatre jours et est le point de départ d'autres festivités à la gloire du vin et de la bonne chère durant le Wine and Dine Month. 

## Un des plus grands festivals gastronomiques
Cette manifestation qui réunit pas moins de 200 stands a attiré 180 000 visiteurs en 2012. Elle a acquis une renommée internationale quand elle a été classée par ForbesTraveler.com au top 10 des meilleurs festivals gastronomiques et des vins du monde,. 
Le festival est coorganisé par le Hong Kong Tourism Board et la chambre de commerce et d'industrie de Bordeaux déjà fondatrice en 1981 de Vinexpo. Cette participation a permis aux vins de Bordeaux d'avoir un emplacement de choix avec le Bordeaux Village. 

Bordeaux Village
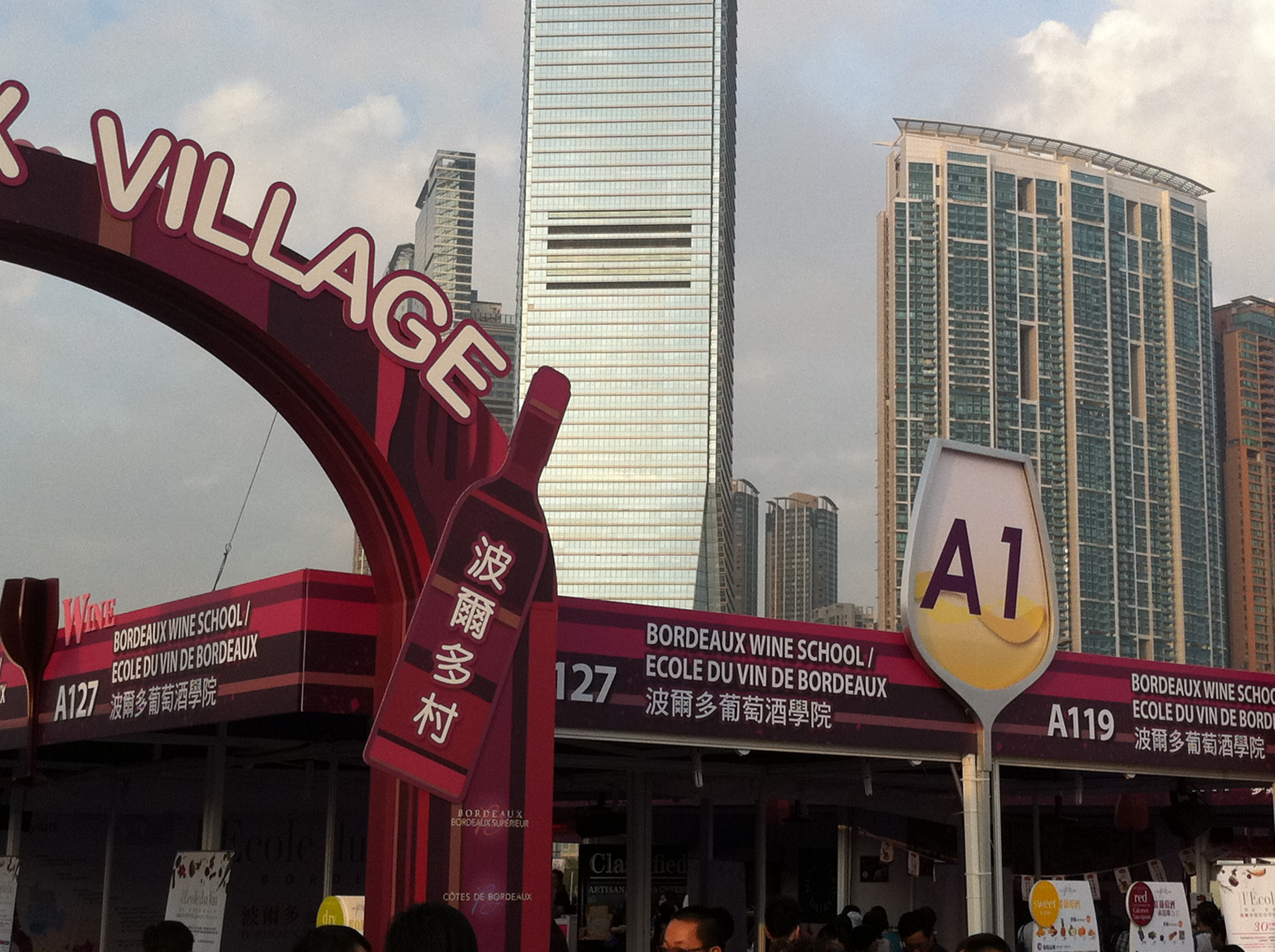
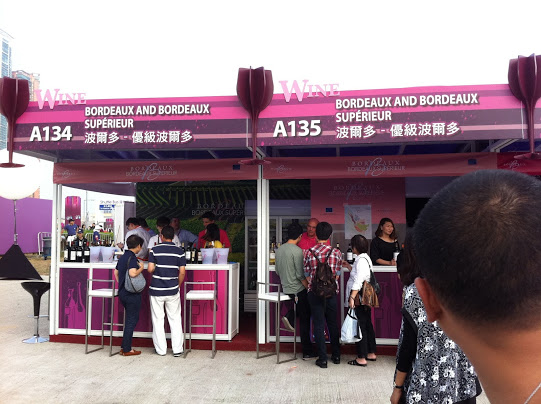
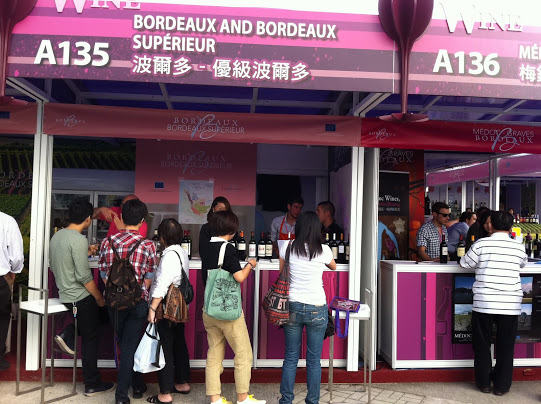

Les vins bordelais sont suivis par ceux de Bourgogne et des côtes-du-rhône. Le total de la représentation française est de 45 marques ou domaines. Cette participation correspond à la part de marché des vins français en Chine et singulièrement à Hong Kong où le marché des vins est en plein essor. Depuis 2008, il croît de près de 20 % par an en moyenne et en volume.

## Hong Kong, tête de pont du vin en Chine

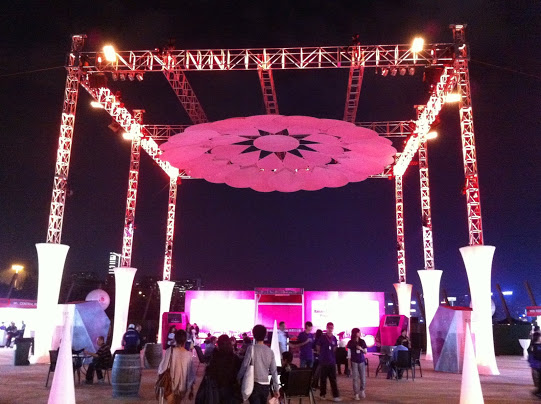
Le pavillon des vins espagnols

Les chiffres parlent d'eux-mêmes. En 2011, 900 000 000d’€ de vins ont été importés. La France est le premier importateur avec 40 % de parts de marché en volume et 60 % en valeur. Elle est suivie par les Australiens (15 %), les Américains (12 %), les Chiliens (7 %), les Espagnols et les Italiens (6 %). 
Il n'est pas étonnant que la fréquentation dépasse les attentes des organisateurs. Conséquence, les ruptures de stock de vins ont été nombreuses surtout sur certains stands français de renom. La suprématie française n'empêche pas les autres pays de se tailler aussi une part du gâteau. Lors de l'édition 2012, le festival a principalement mis à l'honneur le vin espagnol lors d’une soirée spéciale. Le seul frein à la conquête de marché reste le goût chinois. Même si les vins blancs commencent à percer les vins rouges sont largement les plus appréciés (70 % de la consommation). 
L'originalité du festival réside dans la présence de très nombreux stands proposant des mets chinois, ce qui permet de découvrir des mariages insoupçonnés avec le vin. S'y ajoutent pour les visiteurs la découverte des produits du terroir français, espagnol ou italien. Une centaine de mets différents son ainsi proposés sur plus de 60 stands. Parmi les nouveautés tout un pavillon est réservé à la dégustation de desserts et de vins, le Sweet Pavillon, où de grands pâtissiers proposent démonstrations et dégustations.

## Fête du vin pendant un mois

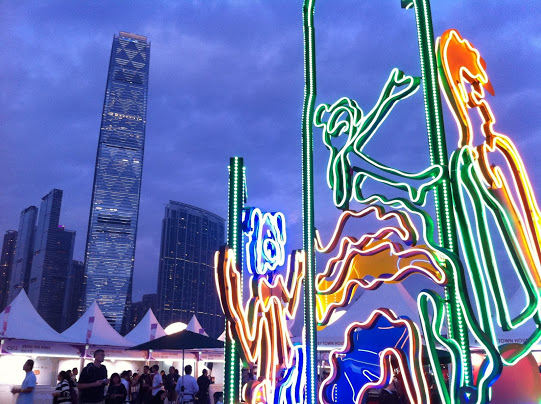
Vers le podium de West Kowloon

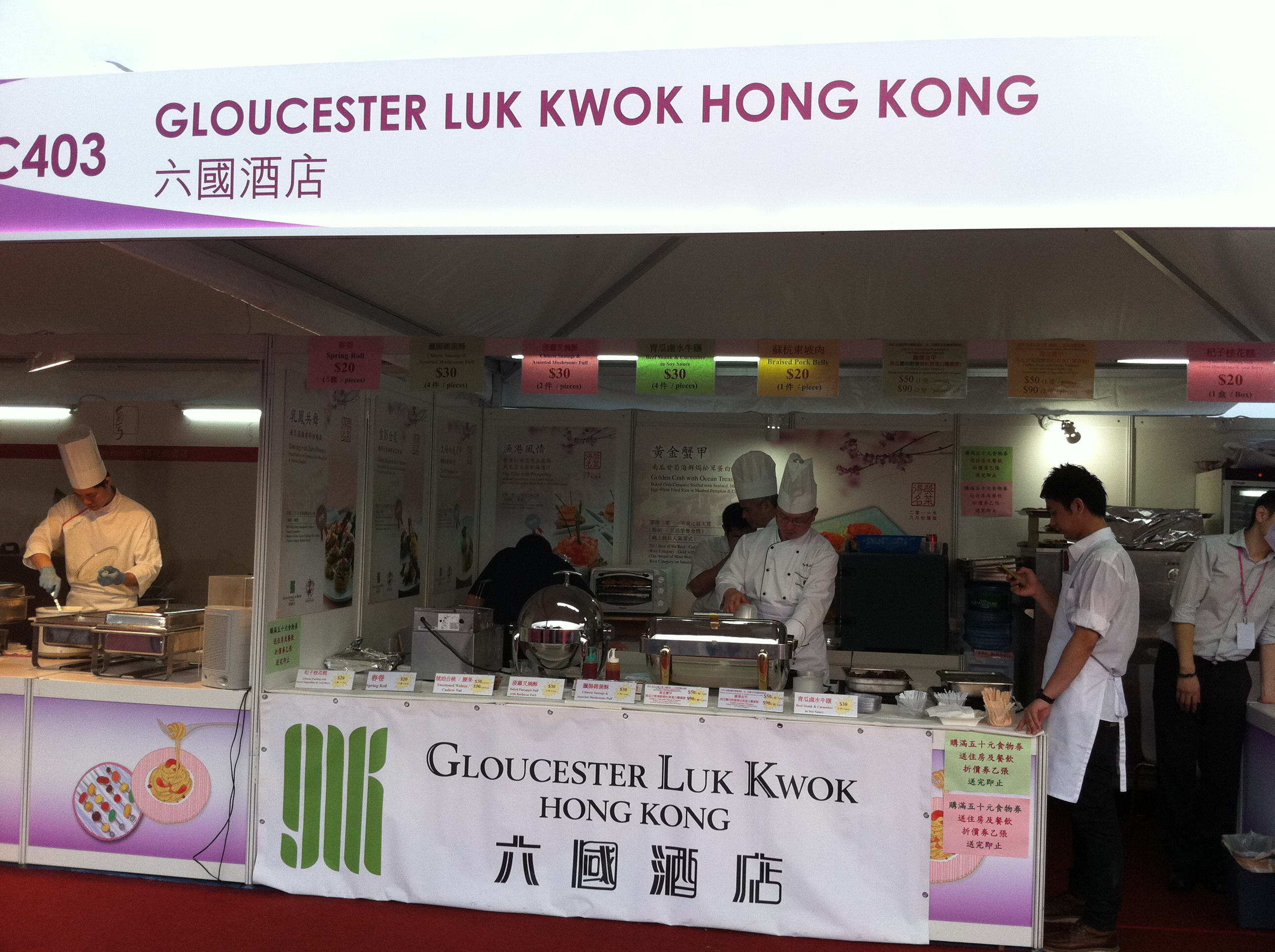
Le Gloucester Luk Kwok de Hong Kong proposant sa cuisine cantonaise

La nuit tombée, le festival se transforme en une grande fête populaire, grâce à un podium monté sur la promenade de West Kowloon. Il permet à de nombreux artistes locaux de s’y succéder lors des animations culturelles et des spectacles en plein air.
Il est à souligner que la fête des vins ne s'arrête pas à la fermeture du festival. Celui-ci est le point du départ d'un mois de festivités à Hong Kong sur le double thème du vin et de la gastronomie. C'est le Wine and Dine Month avec ses carnavals de Wan Chai et de Lan Kwai Fong, son festival des restaurants où plus de 50 établissements renommés proposent des menus spéciaux et des offres promotionnelles.

## Chambre de commerce et d'industrie de Bordeaux à la conquête du marché chinois
Forte de son succès à Hong Kong, la chambre de commerce et d'industrie de Bordeaux a décidé d'organiser le China Dalian International Wine & Dine Festival.  Dalian, ville de 6 000 000 d'habitants, est considérée comme la capitale du romantisme et la ville de la mode. De plus Dalian fait partie des 10 villes les plus consommatrices de vin en Chine. Elle doit accueillir 200 producteurs de vin venu du monde entier avec une sélection de plus de 1 000 grands crus internationaux. Le premier festival s'est déroulé en 2012, la seconde édition a eu lieu du 4 au 7 juillet 2013.